# Madame de...
 Madame de... és una pel·lícula francesa dirigida per Max Ophüls i estrenada el 1953, penúltima pel·lícula del realitzador. Ha estat doblada al català.

## Argument
París, 1900. Endeutada perquè gasta sense comptar, Louise, una aristòcrata, —d'aquí el títol de— esposa d'un general destinat al ministeri de la Guerra, presumida, frívola, rebent en secret els seus cors de diamants (arracades regalades pel seu marit) al joier a qui havien estat comprades. Per explicar la seva desaparició, fa com si els hagués perdut, alguns dies més tard, en el transcurs d'una vesprada a l'Òpera. El general els fa buscar arreu i creient que li han robat, posa en marxa un petit escàndol.
Informat del suposat robatori pels diaris, el joier va a veure el general i li explica tot. 
 Divertit pels secrets de Louise, la seva esposa, el general recompra les arracades i les ofereix a la seva amant, com a regal de ruptura. Arribada a Constantinoble, aquesta última, que juga i perd molt al casino, ven les arracades al seu torn. De pas per aquesta ciutat, el baró Donati veu els cors de diamant a en un aparador i els compra.
 Nomenat ambaixador a París, el baró troba Louise en una andana d'estació, s'enamora d'ella, li fa la cort en regla (sense que això emocioni el general que sap que Louise és una presumida de sang freda) i li ofereix les arracades. Enamorada per primera vegada, Louise accepta els cors sense reconèixer que ja li han pertangut. Per poder portar les arracades pretesament perdudes sense que el seu marit se'n sorprengui, fingeix, en presència d'aquest, trobar-les fortuïtament en un parell de guants que ja no posava des de feia temps.
El general, és clar, no s'enganya, explica l'assumpte del curiós itinerari de les arracades al diplomàtic forçant aquest a reconèixer que les ha comprat a Constantinoble, i l'obliga a tornar el seu regal o més aviat a dipositar-lo amb el joier (a qui el general ja ha comprat dues vegades aquestes arracades, una vegada per Louise, una altra vegada per a una amant) precisant a aquest la suma que en vol, per tal del que el general els pugui recomprar (una tercera vegada!). Continuació d'aquest embolic, el baró demanda explicacions a Louise que s'embolica en les seves mentides; decebut, el baró s'allunya d'ella. Desesperada per perdre l'únic home que mai no ha estimat, Louise cau malalta, perdedor el gust de la vida i del món.
Amb les arracades que acaba de redimir una tercera vegada al joier, el general troba Louise al llit i malalta, pensant que és una nova comèdia, tant està convençut de la seva frivolitat i incapacitat d'estimar algú diferent a ella mateixa. Li dona les arracades: reviu. Comprenent potser que aquestes arracades simbolitzen ara per a Louise l'amor que el baró Donati té per a ella, el general li declara secament que aquests cors de diamant ja no li pertanyen, que no els mereix. La força a oferir-les a una neboda que acaba de donar a llum un nou fill. Louise plora de ràbia, per despit o verdadera tristesa, no se sap. 

Només que el marit d'aquesta neboda té problemes de diners i la neboda revèn al joier les arracades (prevenint la seva tia que és obligada a fer-ho). Louise corre a cal joier i els li intercanvia per altres joies (intrínsecament molt més precioses) que el general li havia ofert.
Comprenent finalment que Louise estima el baró Donati, el general cerca el reta a causa d'unes paraules que el baró hauria dit sobre els militars franceses. El baró no és covard i manté les seves paraules; el general el provoca a un duel... i escull la pistola, ja que és la persona ofesa. Ara bé, és fi tirador.
Louise no ho ignora. Plorosa, n'informa el baró que, com a home d'honor, es nega —és clar—- a amagar-se. A trenc d'alba i defallint, Louise, acompanyada de la seva fidel dida, es precipita al lloc del combat, esperant encara poder separar els dos homes. Quan arriba, un tret, un sol (el del general, ja que la persona ofesa tira primer) se sent. Louise espera el segon tret, el del baró, però no arriba. Louise cau, afectada per una crisi cardíaca, i mor poc després. Pel que fa als cors de diamant, els havia dipositat, fent un salt per l'església abans d'anar al lloc del duel, sobre l'altar consagrat a la seva santa preferida (santa Rita, advocada de les causes perdudes, perquè intervingui en el seu favor.

## Repartiment
- Danielle Darrieux: La Comtessa Louise de...
- Charles Boyer: El general André de...
- Vittorio De Sica: El baró Fabrizio Donati
- Jean Debucourt: M. Rémy, el joier
- Mireille Perrey: Nounou, la dida de la Comtessa
- Lia Di Leo: Lola, l'amant del general
- Jean Galland: M. de Bernac
- Hubert Noël: Henri de Malville
- Josselin: Un diplomatic
- Paul Azaïs: Leon
- Claire Duhamel: Élisabeth
- Georges Vitray: El vell periodista
- Jean Toulout: El degà del cos diplomàtic
- Albert Michel: El cotxer de Donati
- Léon Walther: L'administrador del teatre
- Madeleine Barbulée: Una amiga de Louise
- Colette Régis: La venedora de ciris
- Germaine Stainval: L'ambaixadora
- Jacques Beauvais: Un majordom
- Émile Genevois: El soldat ordenança
- Gérard Buhr: El duaner
- Michel Salina: Un testimoni del duel
- Georges Paulais: Un testimoni del duel
- Robert Moor: Un diplomatic
- Léon Pauléon: Un uixer
- Jean Degrave: El clubman
- Charles Bayard: Un diplomatic
- Franck Maurice: El mosso d'equipatges del tren
- René Worms: Un home a casa de la neboda del general
- Jean-Paul Moulinot: Un home al teatre
- Jimmy Perrys: El controlador a la duana

## Al voltant de la pel·lícula
Max Ophüls va modificar el final de la novel·la de Louise de Vilmorin. A la novel·la, Madame de… mor en presència del seu marit i del seu amant oferint una arracada a cadascun... Ophüls ha abandonat el melodrama per fer-ne una tragèdia conforme als seus temes favorits: el plaer és trist i l'amor troba la mort. Destaca igualment, com en altres pel·lícules d'Ophüls, l'obsessió dels gels i de les escales.

## Objectiu de Max Ophüls
| «                                                        | La vostra tasca serà dura. Haureu, armada de la vostra bellesa, el vostre encant i la vostra elegància, d'encarnar el buit absolut, la inexistència. Es farà sobre la pantalla el símbol fins i tot de la futilitat passatgera desproveïda d'interès. I caldrà que els espectadors s'apassionin, seduïts i profundament emocionats per aquesta imatge. | » |
| — Max Ophüls a Danielle Darrieux, per al paper de Louise | |   |

| «                  | Madame de… que té molt d'encant, és, tot i això, una senyora ben buida, oi? L'única cosa que em tempta en aquesta prima —en un sentit directe— novel·la, n'és la construcció, hi ha sempre el mateix eix al voltant del qual l'acció gira sense parar, com un carrousel. Un eix minúscul a penes visible, un parell d'arracades. Però aquest petit detall del bany femení creix, apareix en primer pla, s'imposa, domina els destins de l'heroi del llibre i els dirigeix, finalment, cap a la tragèdia. Si no considero Madame de… com una gran novel·la, la considero no obstant això com una bella astúcia literària. I aquesta astúcia és la forma. Això em recorda, en un altre àmbit, Bolero de Maurice Ravel: allà, al voltant d'un mínim eix melòdic, gira i es desenvolupa, es complica constantment l'acció, o més exactament, la matèria harmònica. | » |
| — Max Ophüls, 1962 | |   |

## Crítica
- «En una escena famosa de Madame de…, els ulls tancats, la interpreta repenjada en una porta que es tanca de nou, Darrieux repeteix una lletania amorosa, paraules senzilles que revelen una passió que pretén negar: "No l'estimo, no l'estimo, no l'estimo", diu a l'home que se'n va… Segueix llavors un moment de gràcia absoluta, alguns segons màgics en què apareix, en tot el seu esclat, el talent que ha tingut sempre Darrieux a infondre a les seves comèdies una sorda malenconia i a guarnir els seus drames amb una irrisió lleugera, impalpable. Com la certesa agredolça que li haurà servit de filosofia. La idea, aterridora i justa, que en la vida tot el que és ineluctable no té decididament cap importància. » Pierre Murat, Télérama.
- «Louise. És una presumida, dona-orquestra del flirt elegant, turbulenta als braços d'amants intercanviables, dona casada no es reconeix més que en deutes econòmics. Un diplomàtic la pren un bonic dia en aquesta trampa de la qual ella creia controlar el mecanisme: el de l'amor. Mesura massa tard la futilitat dels seus ardits i mentides, la impotència contra el vertigen dels sentiments, el caràcter irrisori d'un llenguatge desproveït de verdadera significació (el seu "No l'estimo, no l'estimo, no l'estimo" traint un trastorn extrem). L'heus aquí captiva, traïda per les seves pròpies idees undanes: "La dona que era ha fet la desgràcia de la que m’he fet." I humiliada. Danielle Darrieux immortalitza aquesta Madame de…, deessa d'un món de pompa, reina dels balls i de les llotges de teatre. » Jean-Luc Douin, Télérama núm. 2308, 6 abril de 1994.

### Nominacions
- 1954: Oscar al millor vestuari per Georges Annenkov i Rosine Delamare[4]

## Altres adaptacions
La novel·la de Louise de Vilmorin va inspirar:
- una òpera de Jean-Michel Damase, llibret de Jean Anouilh, creada el 1970.[5] posada en escena d'André Barsacq, òpera de Marsella el 1971.
- un film per a la televisió[6] de Jean-Daniel Verhaeghe, adaptació de Jean-Claude Carrière, amb Jean-Pierre Marielle i Carole Bouquet, amb un final d'acord amb la novel·la.